# Ergotim
Ergotim (grč. Έργότιμος) je bio starogrčki keramičar iz Atene.
Oko 570. pr. Kr. on i slikar Klitija su izradili vazu François, umjetninu koja je bila prekretnicom u umjetničkom stvarateljstvu njihova vremena.

## Vanjske poveznice
- Ergotimos in Perseus